# Tymoviridae
Tymoviridae es una familia de virus monopartícula que infectan plantas. Contienen un genoma ARN monocatenario positivo y por lo tanto se incluyen en el Grupo IV de la Clasificación de Baltimore. 

## Descripción
El genoma consiste de un gran marco abierto de lectura con un cap en el término 5’. Las partículas del virus no presentan envoltura y son isométricas con un diámetro de aproximadamente 30 nm, con una estructura icosaédrica y un número de triangulación de 3.

## Taxonomía
La familia incluye los siguientes géneros:
- Género Tymovirus; especie tipo: Virus del mosaico amarillo del nabo
- Género Marafivirus; especie tipo: Virus del rayado fino del maíz
- Género Maculavirus; especie tipo: Virus del moteado de la vid

El género más extenso es Tymovirus con 24 especies, mientras que los otros dos géneros, Marafivirus y Maculavirus contienen 4 y 2 especies, respectivamente.